# Meriquins
Els meriquins (Merychyinae) són una subfamília extinta de mamífers artiodàctils de la família dels mericoidodòntids que visqueren a Nord-amèrica entre l'Eocè mitjà i el Miocè superior. Se n'han trobat restes fòssils al Canadà, els Estats Units i Mèxic. Eren mericoidontoïdeus de mida petita a mitjana, amb el cap mesaticefàlic, les òrbites oculars grans en proporció a la resta del crani i les dents mitjanament grosses. Així mateix, tenien les tres primeres premolars superiors dotades d'una cresta intermèdia anterior i la tercera premolar inferior dotada d'una cresta intermèdia posterior. Eren herbívors.